# Novica Veličković
Novica Veličković (Belgrado, 5 de outubro de 1986) é um basquetebolista profissional sérvio, atualmente joga no Partizan Belgrado.